# Hypoglykämie
Hypoglykämie, auch Hypoglycämie geschrieben, (umgangssprachlich: Unterzuckerung) bezeichnet in der Medizin einen abnorm niedrigen Blutzuckerspiegel (eine zu niedrige Glucosekonzentration im Blut).
Obwohl Blutzuckergrenzwerte aufgrund interindividueller Unterschiede schwer festlegbar sind, liegt in der gängigen Fachliteratur bei Blutzuckerwerten unter 50–60 mg/dl (2,77–3,3 mmol/l) auch ohne sonstige Symptome eine Unterzuckerung vor, bei erkennbaren Symptomen auch schon unter 70 mg/dl (3,9 mmol/l).
Man unterscheidet eine Hypoglykämie ohne Symptome („asymptomatische Hypoglykämie“) und eine mit Symptomen („symptomatische Hypoglykämie“). Bei letzterer unterscheidet man wiederum zwei Schweregrade, zum einen ob sich der Betroffene noch selbst helfen kann oder ob er auf Fremdhilfe angewiesen ist. Klassische Symptome sind je nach Dauer und Ausprägung des Zustandes beispielsweise Schweißausbrüche und Trübung des Bewusstseins über ein Delir bis hin zum Koma (hypoglykämisches Koma, umgangssprachlich Zuckerschock oder Diabetesschock genannt). Eine unbehandelte schwere und andauernde Hypoglykämie kann tödlich enden. Sie darf nicht mit dem diabetischen Koma (Coma diabeticum) verwechselt werden, einer schweren Stoffwechselentgleisung mit Überzuckerung (Hyperglykämie).
Gewisse Zellen des menschlichen Körpers, wie beispielsweise Hirnzellen, sind auf eine kontinuierliche Energiezufuhr in Form von Glucose angewiesen. Bei der Hypoglykämie sinkt der Zuckergehalt des Blutes so weit ab, dass die Funktionsfähigkeit der Zellen beeinträchtigt wird. Daher treten bei stoffwechselgesunden Personen bereits bei Werten unter etwa 60 mg/dl erste Kompensationsmechanismen auf, deren Ziel es ist, den Blutzuckerwert wieder zu steigern. Durch diese Kompensationsmechanismen kommt es auch bei längeren Hungerperioden nicht zu bedrohlichen Hypoglykämien.
Ursache einer Hypoglykämie ist in aller Regel ein relatives Übermaß an dem blutzuckersenkenden Hormon Insulin im Blut oder die Überdosierung blutzuckersenkender Medikamente, wie bestimmter Antidiabetika, wodurch die physiologischen Kompensationsmechanismen überfordert werden. Ursache einer solchen Hyperinsulinämie ist meist eine Überdosierung einer Insulin-Injektion im Rahmen der Behandlung einer Zuckerkrankheit (Diabetes mellitus). In sehr seltenen Fällen können auch insulin-produzierende Tumoren (Insulinome) die Ursache sein.
Die Therapie der Hypoglykämie besteht aus der oralen Gabe von Glucose. Im medizinischen Notfall oder wenn der Patient nicht schlucken kann, muss Glucose intravenös verabreicht werden. Zur Blutzuckersteigerung kann notfallmedizinisch auch intramuskulär oder subkutan Glucagon verabreicht werden. Langfristig ist die Stabilisierung des Blutzuckerspiegels durch eine Verbesserung der Insulintherapie oder die Beseitigung anderer Ursachen (beispielsweise Entfernung eines Insulinoms) angezeigt.

## Einführung
Eine gängige Definition der Hypoglykämie aus dem Jahre 1983 beschreibt einen Blutzuckerspiegel unter 40 mg/dl ohne Symptome oder 50 mg/dl mit Symptomen. Ab welchem Blutzuckerspiegel Symptome auftreten, ist individuell verschieden. Auch das rasche Absenken eines erhöhten Blutzuckerspiegels begünstigt deren Auftreten. Daher wird in moderneren Definitionen die Hypoglykämie klinisch weiter in vier Stufen eingeteilt von leicht über mittel bis schwer und schwer mit medizinischer Intervention.

## Verbreitung
Quantitative Bedeutung hat die Hypoglykämie insbesondere bei medikamentös behandelten Diabetikern. So wird geschätzt, dass von den in Großbritannien mit Sulfonylharnstoffen behandelten Typ-2-Diabetikern mehr als 5000 Patienten pro Jahr eine schwere Hypoglykämie mit Notfalleinsatz erleiden. Die Kosten der Hospitalisierung einer schweren Hypoglykämie in Großbritannien wird auf 1000 Britische Pfund pro Fall geschätzt.
Möglicherweise besteht auch ein Zusammenhang zwischen wiederholt aufgetretenen schweren Hypoglykämien und der Entwicklung einer Demenz. Bei einer Episode einer schweren Hypoglykämie war das Risiko für die Entwicklung einer Demenz bei den beobachteten Patienten nach Auswertung der Krankenakten um 26 Prozent (HR, 1,26; 95% CI, 1,10-1,49), bei zwei um 80 Prozent (HR, 1,80; 95% CI, 1,37-2,36) und bei drei oder mehr Episoden fast um das doppelte (HR, 1,94%; 95% CI, 1,42-2,64) erhöht.
Kindliche Hypoglykämien nach der Entbindung stellen die quantitativ bedeutsamste Komplikation nach einer mütterlichen diabetischen Stoffwechsellage in der Schwangerschaft dar.

## Ursachen
Als Ursache eines erniedrigten Nüchternblutzuckers gelten das vermehrte Absondern von Insulin aus der Bauchspeicheldrüse, auch das Insulinom und allgemein der Hyperinsulinismus, schwere Lebererkrankungen, bei denen die Gluconeogenese oder die Freisetzung von Glukose ins Blut (Glykogenspeicherkrankheit) eingeschränkt ist, die Urämie, die mit einer Insuffizienz von Nebennierenrinde oder Hypophysenvorderlappen verbundene Minderung blutzuckersteigernder Hormone, die Zuckerausscheidung über die Niere und Tumoren wie beispielsweise das Leberzellkarzinom. Auch die Ausscheidung insulinähnlicher Peptide im Rahmen einer Paraneoplasie und Glykogenosen können dafür verantwortlich sein. Auch bereits bei Neugeborenen, deren Mütter Diabetikerinnen sind, oder bei Kindern mit einer angeborenen Hyperplasie der Inselzellen der Bauchspeicheldrüse kann ein erniedrigter Nüchternblutzucker auftreten.
Postprandiale Hypoglykämien finden sich bei Magenentleerungsstörungen, im Anfangsstadium eines Diabetes mellitus, nach Magenresektionen, infolge von Erbkrankheiten, wie der Fruktoseintoleranz, und reaktiv nach kurzfristiger Aufnahme hoher Mengen an Zucker oder vegetativer Labilität mit erhöhter Vagotonie.
Typische äußere Ursachen für eine Hypoglykämie sind eine überhöhte Dosis von Insulin oder von Sulfonylharnstoffen sowie ein übermäßiger Alkoholkonsum ohne gleichzeitige Nahrungsaufnahme. Auch starke körperliche Anstrengung kann zur Hypoglykämie führen.

## Entstehung

### Überblick
An der Regulation des Blutzuckerspiegels sind bei gesunden Personen unterschiedliche Mechanismen beteiligt. So senkt ihn das von der Bauchspeicheldrüse ausgeschiedene Insulin, indem es die Aufnahme von Traubenzucker (Glucose) in Fett- und Muskelzellen steigert. Gleichzeitig stehen dem menschlichen Körper jedoch auch Mechanismen zur Verfügung, einen erniedrigten Blutzuckerspiegel zu steigern. Ein wesentlicher davon ist das Glucagon, das die Gluconeogenese anregt. Eine Hypoglykämie entsteht, wenn die blutzuckersteigernden Maßnahmen des Körpers die blutzuckersenkenden nicht kompensieren können. Im auf Glucose als Hauptenergielieferant angewiesenen Gehirn beträgt die Glucosekonzentration normalerweise 4 bis 6 mM (5 mM entspricht 90 mg/dL), sinkt aber bei Fasten auf 2 bis 3 mM. Unter 1 mM treten Verwirrung und bei niedrigeren Werten auch Koma auf.
Das kann nicht nur bei Diabetikern auftreten, die beispielsweise zu viel Insulin bekamen, sondern auch bei stoffwechselgesunden Personen. Bei der reaktiven Hypoglykämie stimuliert eine kurzfristige hochdosierte Zuführung von Zucker die Insulinausschüttung derart intensiv, dass die Kompensationsmechanismen überfordert werden. Ein analoger Mechanismus liegt auch der Dumping-Hypoglykämie infolge einer gestörten Reservoirfunktion des Magens (Dumping-Syndrom) nach operativen Eingriffen am Magen-Darm-Trakt zugrunde.

### Hypoglykämie bei Diabetes mellitus
Bei der Behandlung des Diabetes mellitus (Zuckerkrankheit) kann es zu Hypoglykämien kommen. Die Insulinverabreichung selbst kann bei Überdosierung, zu geringer Kohlenhydrataufnahme, nicht eingerechneter Bewegung oder versehentlicher intramuskulärer Injektion zu Hypoglykämien führen. Werden Typ-2-Diabetiker mit Insulin behandelt, so ist die Häufigkeit schwerer Hypoglykämien – abhängig vom Stadium der Insulinresistenz – nahe der von Typ-1-Diabetikern. Die Dauer der Insulinbehandlung (und damit der Krankheitsdauer) ist Hauptprädiktor für Hypoglykämien bei Typ-2-Diabetes. Eine fehlerhafte Wahrnehmung der Hypoglykämie tritt typischerweise bei Typ-1-Diabetikern mit langer Krankheitsdauer auf. Zwei Mechanismen spielen dabei eine Rolle:
- Im Laufe der Erkrankung kommt es neben dem Insulinmangel auch zum Erliegen der hormonellen Gegenspieler wie z. B. Glucagon.
- Wenn dann der Diabetiker, z. B. aus Furcht vor Folgeschäden, seinen Blutzucker immer nahe-hypoglykämisch hält, trainiert er seinen Körper regelrecht auf tiefe Blutzuckerwerte. Dann kann es dazu kommen, dass adrenerge (durch Adrenalin bewirkte) Symptome nicht mehr bemerkt werden und relativ schlagartig bei Blutzuckerwerten von ca. 27 mg/dl (1,5 mmol/l) die Bewusstlosigkeit eintritt.

Auch die Wirkstoffe aus der Gruppe der Sulfonylharnstoffe (insbesondere Glibenclamid und Glimepirid) können zur Unterzuckerung führen. Auch hier gilt, dass mit der Zahl der in engem zeitlichen Abstand erlebten Unterzuckerungen die Wahrnehmungsschwelle für diese sinkt. Damit werden unbemerkte, aber lebensbedrohliche Hypoglykämien möglich.
Die Hypoglykämiefrequenz bei Typ-2-Diabetikern ist unterschätzt, da die meisten Patienten mittleren bis höheren Alters sind und bei älteren Personen kognitive Störungen meist Teil der Symptome sind. Das klinisch wesentliche Problem ist jedoch, dass diese Unterzuckerungen oft über Stunden bis Tage anhalten können.

### Andere Ursachen
Auch Personen ohne Diabetes mellitus können Hypoglykämien bekommen: bei starker körperlicher Betätigung (etwa durch Sport; siehe Hungerast), hoher Stressbelastung und bei Mahlzeiten, die sehr starke Insulinausschüttungen veranlassen (hoher glykämischer Index). Differentialdiagnostisch sollte man auch an eine Malabsorption (d. h. mangelnde Aufnahme) von Kohlenhydraten und Nährstoffen denken. Dies kann insbesondere mit einer (mitunter jahrelang unerkannt gebliebenen) Glutenunverträglichkeit (Zöliakie) zusammenhängen, bei der die Dünndarmschleimhaut im Rahmen einer Autoimmunreaktion durch eine Aufnahme von Gluten (enthalten v. a. in Weizen, Gerste, Dinkel und Roggen und in vielen Fertiggerichten sowie Fleischereiwaren) so stark geschädigt wird, dass Kohlenhydrate und Nährstoffe nicht in ausreichendem Maße verwertet werden können (Siehe auch postprandiale Hypoglykämie, früher auch als funktionelle oder reaktive Hypoglykämie bezeichnet).
Medikamente wie Salicylsäure und ihre Derivate können durch Störung der körpereigenen Zuckermobilisierung aus der Leber eine Hypoglykämie verursachen. Das gegen Leishmaniose verwendete Medikament Pentamidin wirkt direkt toxisch auf die insulinproduzierenden Zellen und kann durch deren Zerstörung eine körpereigene Insulinfreisetzung mit Unterzuckerung hervorrufen. Chinine und Sulfonamid-Antibiotika fördern ebenso die Insulinausschüttung. Ebenso werden Chinolon-Antibiotika und der heute nur noch selten verwendete Betablocker Propranolol mit Hypoglykämien in Verbindung gebracht. Betablocker können durch ihre Wirkung auf periphere Beta-Rezeptoren die Warnsignale einer Unterzuckerung maskieren.
In sehr seltenen Fällen können eine Nebennierenrindeninsuffizienz durch Ausfall des Nebennierenrindenhormons Cortisol, eine Schilddrüsenhormonstörung oder eine Erkrankung der Hirnanhangdrüse zu Unterzuckerungen führen. Ebenfalls selten ist ein Insulinom, ein insulinproduzierender Tumor.
Eine Hypoglykämie kann nach Konsum von Alkohol entstehen, da Alkohol die Gluconeogenese (Neubildung von Zucker) in der Leber hemmt und dem Körper so die Möglichkeit zur Gegenregulation fehlt. Alkohol stört auch die Hypoglykämiewahrnehmung und die entsprechenden kognitiven Funktionen. Zur Vermeidung von Unterzuckerungen sollte der in alkoholischen Getränken enthaltene Kohlenhydratanteil bei der Insulindosierung nicht berücksichtigt werden. Bei Nicht-Diabetikern kann es bei chronischer Unterernährung z. B. im Rahmen eines fortgesetzten Alkoholabusus zu einem mangelnden Glucoseeinbau in die Leber und dadurch zu Unterzuckerungen kommen.
Bei Beginn einer Unterzuckerung veranlasst das Gehirn einen erhöhten Adrenalinausstoß, da die Freisetzung von Adrenalin zu einer Erhöhung des Blutzuckerspiegels führt (Sympathikusaktivität). Gleichzeitig wird die Leber zu einer erhöhten Freisetzung von Glucose aus Glycogen (der Speicherform der Glucose) angeregt, und die Bauchspeicheldrüse stellt die Produktion von Insulin ein; im Gegenzug wird die Freisetzung von Glucagon erhöht. In der Regel reichen die körpereigenen Regulierungsmaßnahmen aus, um einer Unterzuckerung vorzubeugen.
Durch die Unterversorgung des Gehirns mit Glucose sind neurologische Ausfälle die ersten Anzeichen einer akuten Unterzuckerung. Miteinhergehend können Wesensveränderungen, auch Aggressivität, sein. Im Stadium einer tiefen Unterzuckerung tritt die Bewusstlosigkeit mit den entsprechenden Gefahren ein.
Die sympatho-adrenerge Aktivierung während einer Hypoglykämie ist hauptverantwortlich für abnorme kardiale Repolarisation. Bei hohem Adrenalinspiegel durch akute Hypoglykämie gibt es intensive Effekte auf das kardiovaskuläre System. Es kommt zu erhöhter Herzfrequenz, erhöhtem systolischen und erniedrigtem diastolischen Blutdruck. Dadurch kann eine bestehende Herzinsuffizienz verschlechtert werden. Das Risiko einer kardialen Ischämie durch eine Hypoglykämie ist statistisch signifikant erhöht.
Die Hypoglycaemia factitia ist ein Krankheitsbild, bei dem es durch gezielte Selbstverabreichung von blutzuckersenkenden Mitteln zu einem gewollten Absenken des Blutzuckers kommt. Sie stellt eine wichtige Differentialdiagnose bei allen Hypoglykämien dar, die bei Diabetikern und Nicht-Diabetikern auftreten.

### Hypoglykämie bei Neugeborenen
Neugeborene von unzureichend eingestellten diabetischen Müttern neigen zu Unterzuckerungen nach der Geburt. Die Ursache ist der hohe Glukosespiegel im Blut der Mutter. Die Glukose gelangt über die Plazenta zum Fetus. Als Reaktion des Überangebotes bildet die Bauchspeicheldrüse des Feten übermäßig viel Insulin. Nach der Entbindung fällt zwar die Glukose der Mutter weg, aber die Zellen der kindlichen Bauchspeicheldrüse haben sich noch nicht umgestellt und produzieren weiterhin mehr Insulin als nötig. Dies führt dazu, dass die im Blut vorhandene Glukose rascher aufgebraucht wird, es kommt zur Unterzuckerung des Neugeborenen.

## Klinische Erscheinungen
Erniedrigte Blutzuckerwerte müssen auch unter 50 mg/dl nicht per se zum Auftreten von Beschwerden führen. Bei Diabetikern können sie dagegen auch bereits bei höheren Werten auftreten.
Typische Symptome sind Heißhunger, Übelkeit, Erbrechen und Schwäche bzw. Asthenie (parasympathische Reaktionen), Nervosität und Unruhe, Schwitzen, Tachykardie, Zittern, Mydriasis und Bluthochdruck (sympathische Reaktionen) sowie Symptome, die auf eine Beeinflussung des Zentralnervensystems durch die Hypoglykämie zurückgeführt werden, wie Kopfschmerz, Verstimmung, Persönlichkeitsveränderungen, „Reizbarkeit“, Konzentrationsschwäche, Verlangsamung, Verwirrtheit, Angst, (muskuläre) Koordinationsstörungen, primitive Automatismen (beispielsweise Grimassieren, Greifen und Schmatzen) sowie fokale Zeichen (beispielsweise Doppelbilder und andere Sehstörungen, Krampfanfälle, halbseitige Lähmungen, Sprachstörungen und Schläfrigkeit). Ihre maximale Ausprägung erreichen die Symptome der Hypoglykämie beim hypoglykämischen Schock, der mit zentralen Atem- und Kreislaufstörungen von Bewusstlosigkeit bis hin zum Tod einhergeht. In der Notfallmedizin sollte bei unklaren neurologischen oder psychiatrischen Auffälligkeiten grundsätzlich eine Hypoglykämie ausgeschlossen werden.
Hypoglykämien unter einer Therapie sind ein Hauptfaktor für Lebensqualität und Lebenserwartung von Diabetespatienten. Die schwere Hypoglykämie ist mit 88 % der häufigste Notfall unter diabetischen Akutkomplikationen.
Wiederholte schwere Hypoglykämien haben in einer retrospektiven Beobachtungsstudie bei Typ-2-Diabetikern ein erhöhtes Risiko für die spätere Entwicklung einer Demenz gezeigt. Bei einer schweren Hypoglykämie erhöhte sich die Demenzrate bei den beobachteten Patienten nach Auswertung der Krankenakten um 26 Prozent, bei zwei Episoden um 80 Prozent und bei drei Hypoglykämien verdoppelt sich die Demenzrate fast. Bei langer Krankheitsdauer, insbesondere beim Typ-2-Diabetes mit den häufigen Begleiterkrankungen wie Hypertonie und koronarer Herzerkrankung, erhöhen Hypoglykämien das Risiko von lebensbedrohlichen Komplikationen.
Die Hypoglykämie-Wahrnehmung des Typ-2-Diabetikers ist in der Frühphase der Erkrankung meist eine Fehlwahrnehmung. Da zu Beginn des Diabetes mellitus oder bei unzureichender Stoffwechseleinstellung der Körper an erhöhte Blutzuckerwerte gewöhnt ist, werden selbst hoch-normale Werte von 90 oder 120 mg/dl als Hypoglykämie gespürt.
In der weiteren Krankheitsphase kommt es aufgrund der erhaltenen Gegenregulation und insbesondere aufgrund der Insulinresistenz nur selten zu Hypoglykämien.
Erst in der späten Phase des Typ-2-Diabetes kann es bei Ausfall der Insulin-Eigenproduktion sowie auch der allgemeinen Zunahme der Begleiterkrankungen zu Symptomen wie beim Typ-1-Diabetiker kommen.
- Asymptomatische Hypoglykämien können beim Typ-2-Diabetiker bei höheren Schwellenwerten auch mehr bestätigt werden (z. B. von 30,7 % bei Schwelle < 3,1 mmol/l auf 61,7 % bei Schwelle < 3,9 mmol/l (70 mg/dl)). Zu berücksichtigen ist ein Verlust der Warnzeichen[15] für eine Hypoglykämie bei Vorliegen einer autonomen Neuropathie.
- Gegenregulatorische Hormone werden vom Typ-2-Diabetiker schon bei höheren Glucosewerten ausgeschüttet als bei vergleichbaren Typ-1-Diabetikern (z. B. ACTH schon bei 3,7 mmol/l = 67 mg/dl), ohne dass die Symptomatik verstärkt ist.
- Die Ausschüttung gegenregulatorischer Hormone auf eine Hypoglykämie erfolgt bei gut eingestellten Typ-2-Diabetikern schon bei normalen Glucosewerten (z. B. Epinephrin bei 68 mg/dl = 3,8 mmol/l).
- Der Typ-2-Diabetiker unterliegt schon einer Gegenregulation, bevor eine Symptomatik einsetzt.

Als akute Symptome der neonatalen Unterzuckerung sind Tremor, Irritabilität, Lethargie, Atemstillstand, Trinkschwäche, muskuläre Hypotonie, Hypothermie, schrilles Schreien und zerebrale Krampfanfälle beschrieben.

## Untersuchungsmethoden

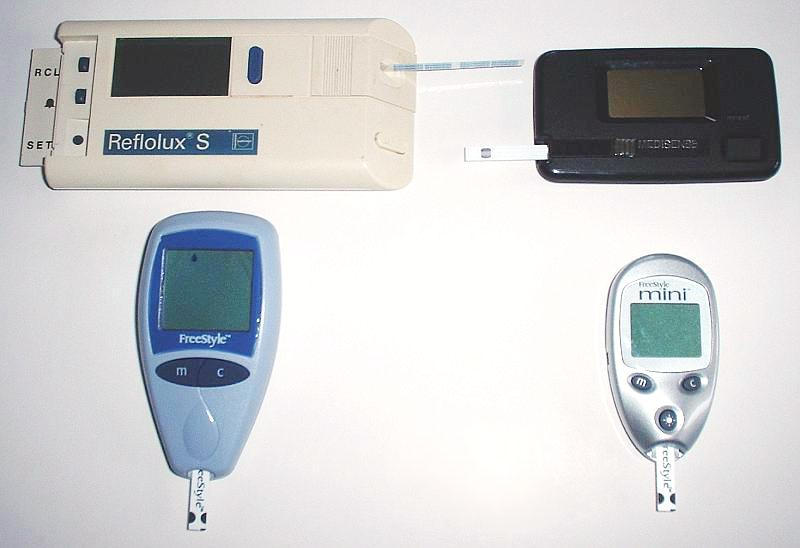
Unterschiedliche, für Schnelltests geeignete Blutzuckermessgeräte

Die Messung des Blutzuckers erfolgt apparativ in der Regel aus kapillarem oder venösem Blut. Die Angabe der Höhe des Blutzuckerspiegel erfolgt von den Geräten in der Einheit mg/dl (Milligramm pro Deziliter) oder in mmol/l (Millimol pro Liter), wobei 10 mg/dl etwa 0,555 mmol/l entspricht.
Neben einer exakten laborchemisch quantitativen Analyse (beispielsweise mittels der Hagedorn-Jensen-Methode) im Regelfall, sind insbesondere in Notfallsituationen, aber auch zur Selbstkontrolle möglichst genaue Erfassungen der Größenordnung einer Hypoglykämie wichtig (semiquantitative Analyse). Dazu sind Schnelltests geeignet, bei denen das Blut auf einen Teststreifen gegeben wird und dort zu einer Verfärbung führt. Diese Verfärbungen werden dann optisch mittels eines Blutzuckermessgerätes ausgelesen. Es gibt auch Teststreifen, die ohne Hilfsmittel, also mit bloßem Auge eine sinnvolle Abschätzung zulassen. Im Blut verbrauchen typischerweise rote Blutkörperchen Glukose. Daher können Messwerte, die aus Proben gewonnen wurden, die bereits längere Zeit ungeeignet gelagert waren, falsch niedrige Werte aufweisen.
Findet sich eine Hypoglykämie bei Nichtdiabetikern, so bedarf dies weiterer Abklärung.

## Therapie
Durch Zuführung von Kohlenhydraten (insbesondere Traubenzucker) kann eine akute Hypoglykämie kurzfristig beendet werden. Dies kann bei einem Patienten, der bei Bewusstsein ist, bei leichter Hypoglykämie durch Gabe von 10 bis 20 Gramm Traubenzucker, zuckerhaltigen Getränken (1 Glas Apfel- oder Orangensaft oder Cola), gefolgt von langsam resorbierbaren Kohlenhydraten (etwa 1 bis 2 KE Brot) oder entsprechender Nahrung geschehen.
Ist Bewusstlosigkeit jedoch bereits eingetreten, darf oral keine Flüssigkeit oder Nahrung zugeführt werden, da aufgrund aussetzender Schluckreflexe beim bewusstseinsgetrübten Patienten die Gefahr einer Aspiration besteht. Bei schwerer Hypoglykämie spritzt ein Arzt oder Mitarbeiter des Rettungsdienstes deshalb Glukose direkt intravenös, zunächst etwa 20 bis 40 ml 40%ige Glukose, bei bewusstlosen Patienten kann auch Glucagon (0,5 bis 1 mg) intravenös, subkutan oder intramuskulär zum Einsatz kommen.
Auch kann eine eingewiesene Hilfsperson bei bewusstlosen Patienten eine Dosis Glukagon intramuskulär verabreichen. Glukagon erhöht den Blutzucker, indem Glukose aus den körpereigenen Glykogenspeichern freigesetzt wird. Glukagon wirkt jedoch nicht nach Erschöpfung des Glykogenspeichers, zum Beispiel nach Alkoholkonsum. Nach Erwachen wird Glukose oral gegeben (s. o.), dabei sind mindestens 15 g Glukose notwendig.
Auf jeden Fall ist in einer solchen Situation das Absetzen eines Notrufs bzw. die Verständigung von Arzt oder Rettungsdienst zwingend notwendig.
- Dem wachen Patienten 2 bis 4 Täfelchen (entspricht 1 bis 2 BE) Traubenzucker oder die entsprechende Menge eines handelsüblichen Präparates zu essen bzw. 200 bis 400 ml Fruchtsaft oder entsprechend andere kohlenhydrathaltige Getränke zu trinken geben
- Ist die Person bewusstseinsgetrübt, keinen Traubenzucker in den Mund legen (Aspirationsgefahr)
- Arzt oder Rettungsdienst verständigen
- Glucose intravenös (i. v.) (nur von medizinischem Fachpersonal)
- Glucagon ins Unterhautfettgewebe oder intramuskulär spritzen (bei bekannten Diabetikern von eingewiesenen Personen)

Bis zum Eintreffen des Arztes:
- Kontrolle des Blutzuckermesswerts (BZ) mit einem Blutzucker-Messgerät, allerdings steigt der Blutzucker nur relativ langsam an und korreliert nicht direkt mit der spürbaren Erholung des Patienten
- Wachheit, Atmung und Kreislauf überprüfen (Vitalzeichen)
- Ist der Patient ansprechbar: bei Bedarf Traubenzucker oder Ähnliches (siehe oben) geben
- Wird der Patient bewusstlos, den Patienten in die stabile Seitenlage bringen.

Bei Neugeborenen genügt meist eine Nahrungszufuhr (Anlegen an die Brust, Füttern abgepumpter Muttermilch, hydrolysierte Formula- oder Maltodextrin-Lösung, gegebenenfalls auch über eine Magensonde).

## Prädiktion und Prävention

### Neuere Hilfsmittel
Die kontinuierliche Glucosemessung (rtCGM) hat es ermöglicht, dem Nutzer durch Anzeige des Glucose-Trends (zeitlicher Gradient) zusätzliche Informationen zu geben hinsichtlich der Entstehung einer Hypoglykämie. Dies ist insbesondere der Trend, also der zeitliche Gradient in welche Richtung sich der Blutzucker entwickelt. Auf CGM basierende Systeme bzw. Algorithmen lassen sich unterteilen in solche, die die Insulinzufuhr unterbrechen, und solche, welche einen Alarm generieren, der den Nutzer ggf. veranlasst, schnell wirksame Kohlenhydrate zu sich zu nehmen und damit Prävention zu betreiben. Dabei ist wiederum zu unterscheiden in einfache Grenzwert-Überschreitung und Prädiktion. Ersteres benachrichtigt den Nutzer beim Überschreiten einer kritisch-niedrigen Glucosekonzentrations-Schwelle (z. B. 90 mg/dl), während das letztere ein Hypo-Risiko vorhersagt, damit der Nutzer ggf. vorausschauend schnell-wirksame Kohlenhydrate zu sich nehmen kann, um die Hypoglykämie zu vermeiden. Diese Systeme verlangen i. d. R ein Modell des Patienten, um solche Prädiktionen digital auszuführen.
Während tagsüber der Prädiktionshorizont (Vorhersagezeitraum) klein sein kann (meist 30 min), so sind nächtens längere Vorhersage-Zeiträume erforderlich (mehrere Stunden), da eine Aktion sinnvollerweise vor dem Einschlafen erfolgen sollte. Es hat sich nämlich gezeigt, dass falsche Alarme, die den Nutzer aufwecken, seine Bereitschaft herabsetzen, ein solches Gerät zu tragen. Während des Nachtschlafes sind beeinflussende Faktoren wie körperliche Aktivität oder Mahlzeiten mit Insulingabe weniger üblich, wodurch sich die Vorhersage erleichtert. Grundsätzlich gilt wie überall: längerer Prädiktionshorizont bedeutet schlechtere Vorhersage.

### Studien
Mittels Studien lassen sich Trefferquoten (richtig erkannte Hypoglykämien) und auch Fehlalarme (falsch Positive) ermitteln.
Die Abschaltung der kontinuierlichen Insulinzufuhr mittels einer Pumpe erfordert längere Vorhersagezeiträume mit unsicherer Prädiktion, da das Sistieren der Insulinwirkung zeitlich verzögerter abläuft als die Aufnahme von schnell wirksamen Kohlenhydraten. Laut einer Metaanalyse konnten mit dieser Methode nächtliche Unterzuckerungen um durchschnittlich 8,8 % reduziert werden.
Durch Erstellung eines individuellen Patienten-Modells aus historischen CGM-Daten lassen sich in einem Vorhersagezeitraum von 40 Minuten 85 % (richtig Positive) der drohenden Hypoglykämien vorhersagen, wobei gleichzeitig Raten von falsch positiven (Fehlalarme) von unter 0,4 % bleiben. Die Detektionsraten bedeuten allerdings noch keine klinisch bewiesene Reduktion von Hypoglykämien.
Bei nächtlichen Hypoglykämien konnte vor dem Einschlafen mit einer Rate von 75 % eine Hypoglykämie während der Nacht (im Mittel nach 3,5 Std.) vorhergesagt werden.
Beim Typ-2-Diabetes konnte gezeigt werden, dass aus diskontinuierlichen Selbstkontroll-Messungen mithilfe von maschinellem Lernen Hypoglykämien bei einem Vorhersagezeitraum von 24 Stunden mit einer Trefferquote von 92 % (Richtig Positive, Sensitivität) und einer Quote von Fehlalarmen (1-Spezifität) von weniger als 30 % vorhergesagt werden können.
Eine systematische Übersichtsarbeit zeigte Grenzen der kontinuierlichen Glucosemessung zur Hypoglykämieprädiktion auf: Es fand sich im Mittel eine Sensitivität von 69,3 % und eine Spezifität of 93,3 %, was etwa 17 falsch-positive Alarme und etwa 32 falsch-negative Messungen pro Jahr implizieren würde.